# Бельское (озеро, Ивановская область)
Бельское — озеро в юго-восточной части Южского района Ивановской области. Расположено в 5 км южнее села Моста, на землях Мостовского лесничества, на высоте 91,3 м над уровнем моря.
Площадь озера — 0,1 км². Средняя глубина озера — 1,53 м, максимальная глубина — 5,8 м. Объем воды — 0,000193 км³.

## Описание
Небольшое, мелководное озеро карстового происхождения, закрытого типа, овальной формы с лопастными отчленениями, несколько вытянуто с северо-запада на юго-восток.
Питание озера снеговое, дождевое и грунтовое, а так же в озере имеются 2 родника. Озеро Бельское соединено с озером Большие Рассохи протокой шириной 4 — 6 м. В долине озера отмечается множество карстовых воронок различной глубины и размеров. Вода в озере чистая, имеет желтоватый оттенок из-за присутствия гуминовых кислот.
Озеро расположено в заметно выраженной котловине, с пологими склонами. Берега озера песчаные, облесенные, с четко выраженными береговыми уступами, крутизной склонов 20 — 30°, во многих местах круто спадают к воде.
Рельеф берегов озера на примере восточного берега, представлен следующей последовательностью урочищ: от уреза воды начинается озёрная терраса длиной 5 м с уклоном 1°; за ней следует склон озерной террасы длиной до 12 м с уклоном 11° (на некоторых участках до 20 — 30°) и средней высотой 2,5 м; плакорные участки имеют уклоны около 3°.
Озеро Бельское входит в систему дюнных озер Балахнинской низины в пределах Ивановской области.
В границах ООПТ историко-культурные объекты не обнаружены.

## Флора и фауна
Вокруг озера преобладают молодые сосновые леса. На восточном и юго-восточном берегах растет перестойный сосновый лес, пострадавший в 2010 году от лесного пожара. Южный берег озера заболочен, порос густой молодой порослью берёзы и осины, а также ивами, ольхой черной, крушиной ломкой.
Вблизи береговой линии встречаются группы обильно цветущей желтой кубышки. В протоке часто встречаются водокрас лягушачий и ряска малая.
Флора озера и его охранная зона к 2014 году состоит из более 160 видов сосудистых растений. Среди них прострел раскрытый — включен в Приложение 1 Бернской конвенции, а так же включен в Красную книгу Ивановской области. Еще 2 вида, острокильница чернеющая и овсяница Беккера — также включены в Красную книгу Ивановской области. 8 видов относятся к редким растениям для флоры Ивановской области, которые занесены в дополнительный список Красной книги Ивановской области: плаун годичный, плаун сплюснутый, можжевельник обыкновенный, келерия сизая, ландыш майский, гвоздика пышная, ракитник русский, вереск обыкновенный. После пожаров 2010 года многие редкие виды значительно сократили свою численность.
На территории ООПТ явно преобладают представители отдела цветковые растения. Представители отдела папоротниковидные представлены всего 3 видами. В отделах хвощевидные и голосеменные насчитывается по 3 вида. Отдел плауновидные содержит только 2 вида.
На территории ООПТ присутствуют заносные виды растений, например: кипрея железистостебельного, мелколепестника канадского, которые включены в Черную книгу флоры Средней России. Их распространение представляет угрозу биологическому разнообразию прибрежных экосистем озера.
Ихтиофауна озера представлена 7 видами рыб. Достоверно подтверждено обитание следующих 5 видов рыб: обыкновенная щука, плотва, краснопёрка, лещ и речной окунь. По словам рыбаков в озере также обитают такие рыбы как налим и вьюн. До 2000-х годов озеро славилось изобилием леща, в последнее десятилетие численность леща снизилась. В озере нередко бывают зимние заморы рыбы.
Обитания группировок видов круглоротых и рыб, включенных в Красную книгу Российской Федерации и Красную книгу Ивановской области, не обнаружено.
Среди редких видов, включенных в Красную книгу Ивановской области, отмечены веретеница ломкая, встречающаяся регулярно по берегам озера, и медянка обыкновенная.